# Cynthia Gregory
Cynthia Kathleen Gregory (Los Angeles, 8 luglio 1946) è un'ex ballerina statunitense.

## Biografia
Nata a Los Angeles i genitori della Gregory la incoraggiarono a ballare quando aveva cinque anni, sperando che l'attività fisica potesse arginare una storia di malattie infantili. Da bambina fu ispirata a orientarsi al balletto dopo aver visto uno spettacolo di Margot Fonteyn e Rudol'f Nureev. All'età di sei anni era en pointe. Apparve per la prima volta sulla copertina di Dance Magazine all'età di sette anni. Alla fine avrebbe ballato con Rudol'f Nureev in una produzione di Romeo e Giulietta che era in un primo tempo nata con la Fonteyn. Nureev la chiamò "Prima ballerina assoluta d'America".
Gran parte della prima formazione della Gregory fu con Carmelita Maracci. Le fu assegnata una borsa di studio della Fondazione Ford all'età di 14 anni per studiare con il San Francisco Ballet rapidamente si elevò a solista e poco dopo diventò ballerina principale, mentre ballava anche con l'Opera di San Francisco.
La Gregory entrò a far parte dell'American Ballet Theatre (ABT) nel 1965. Nel 1967 quando l'ABT era in tournée a San Francisco, la Gregory fece il suo esordio come Odette-Odile ne Il lago dei cigni. Il suo debutto a New York in quel ruolo più tardi nello stesso anno segnò la sua comparsa come ballerina principale. Quel ruolo è quello in cui la sua esibizione è ancora riconosciuta come decisiva.
Altri ruoli principali della Gregory comprendono spettacoli classici come Giselle, La bella addormentata, Coppélia, Don Chisciotte, La Sylphide e opere contemporanee tra cui The Eternal Idol e At Midnight. Alla sola ABT la Gregory ha ballato in oltre ottanta opere, tra cui oltre una dozzina create per lei.
Nel 1986 la Gregory fu scelta per inaugurare il Paramount Theater, recentemente ristrutturato, a Wilkes-Barre, in Pennsylvania, quando divenne il F.M. Kirby Center for the Performing Arts.
La Gregory si dimise dall'ABT nel 1991 per dedicarsi ad un repertorio più vario. Continuò a esibirsi come artista ospite permanente con il Cleveland San Jose Ballet, Dances Patrelle ed il Connecticut Ballet Theatre fino a terminare le sue esibizioni pubbliche nel 1992.
La sua carriera comprende spettacoli come ospite con importanti compagnie di danza del mondo, tra cui il National Ballet of Canada, lo Zurich Ballet, il San Francisco Ballet, il Vienna State Opera Ballet, il Ballet Nacional de Cuba ed il Balletto di Stoccarda. È apparsa anche con Linda Ronstadt nel video musicale di "When You Wish Upon a Star" della Ronstadt.
Attualmente la Gregory mette in scena balletti classici, allena e impartisce lezioni di danza per le compagnie di danza di tutto il mondo. I suoi lavori coreografici comprendono il suo assolo dell'Aria sulla quarta corda di Bach e un video rock di due minuti per Campbell's Soup. Ha partecipato a campagne pubblicitarie per American Express ("Mi conosci? Conosci le mie dita dei piedi!"), Raytheon e Rolex.
La Gregory è stata presidente del Board of Career Transition For Dancers, un'organizzazione senza scopo di lucro che offre consulenza professionale, borse di studio e altri servizi vitali ai ballerini che, per motivi di età o lesioni, stanno cambiando la loro carriera, dal 1991 a 2015, quando Career Transition for Dancers si fuse con Actors Fund of America.
Dal 2008 la Gregory è stata membro del Consiglio di amministrazione della Isadora Duncan Dance Foundation, un'organizzazione no-profit dedicata ad ampliare il sogno, l'eredità di danza e lo spirito di Isadora Duncan.
Nel 2010 il Nevada Ballet Theatre annunciò che la Gregory fungerà da consulente artistico per la compagnia professionale e la sua accademia affiliata. Il Cynthia Gregory Center for Coaching è stato fondato negli studi di Las Vegas della compagnia.

## Premi e onorificenze
La Gregory è stato destinataria del Magazine Magazine Award 1975, che onorava la sua dedizione e l'arricchimento dell'arte della danza. Nel 1978 ricevette il primo Dance Award annuale della Harkness Ballet. È l'unica che ha ricevuto due volte premi annuali ricevuti da Dance Educators of America (1981 e 1988). Nel 1988 la rivista New York Woman, ora non più esistente, diede alla Gregory il suo primo premio "Showstopper of the Year". La New York Public Library l'ha designata come "Lion of the Performing Arts" nel 1989. Ha ricevuto l'attestato di merito a vita nel National Arts Club nel 1991. La Hofstra University ha assegnato alla Gregory un dottorato onorario in lettere umanitarie nel 1993 e ha ricevuto un dottorato onorario dalla State University di New York-Purchase College nel 1995.

## Vita privata
Cynthia Kathleen Gregory è figlia di Konstantin (un produttore di abiti) e Marcelle Tremblay Gregory. Sposò Terrence S. Orr (un collega ballerino dell'American Ballet Theatre) nel 1966; divorziarono nel 1975. Sposò John Hemminger (un manager e promotore di musica rock) nel 1976; è morto nel 1984. Ha sposato l'avvocato Hilary B. Miller nel 1985; divorziarono nel 2008. I suoi figli sono una figliastra, Amanda Christine Miller, e un figlio, Lloyd Gregory Miller (deceduto nel 2017).
La Gregory è autrice di Ballet is the Best Exercise (Simon & Schuster, 1986, ISBN 978-0-671-54459-1). Il suo libro per bambini, Cynthia Gregory Dances Swan Lake, è stato pubblicato nell'ottobre 1990, ISBN 978-0-671-68786-1.
La Gregory dedica il tempo libero a descrivere i suoi ruoli più memorabili attraverso disegni a penna e inchiostro e acquerelli. Le sue opere sono state esposte presso la galleria del Lincoln Center, le annuali mostre d'arte di Greenwich e Rowayton, nel Connecticut, presso gallerie d'arte private, su poster di danza e copertine di CD.